# 레인 맥닐
레인 맥닐(Laine MacNeil, 1996년 10월 28일 ~ )은 캐나다의 배우, 영화배우이다.
밴쿠버에서 태어났다.

## 영화
- 온 더 팜 (2016년)
- 지랄발광 17세 (2016년) - TCBY 소녀 역
- 할로우 : 끝나지 않은 공포 (2015년) - 질 역
- 혼스 (2014년) - 어린 그레나 역
- 윔피 키드 (2010년) - 패티 페렐 역
- 미스터 트루프 맘 (2009년) - 케일라 역